# دودکش جن

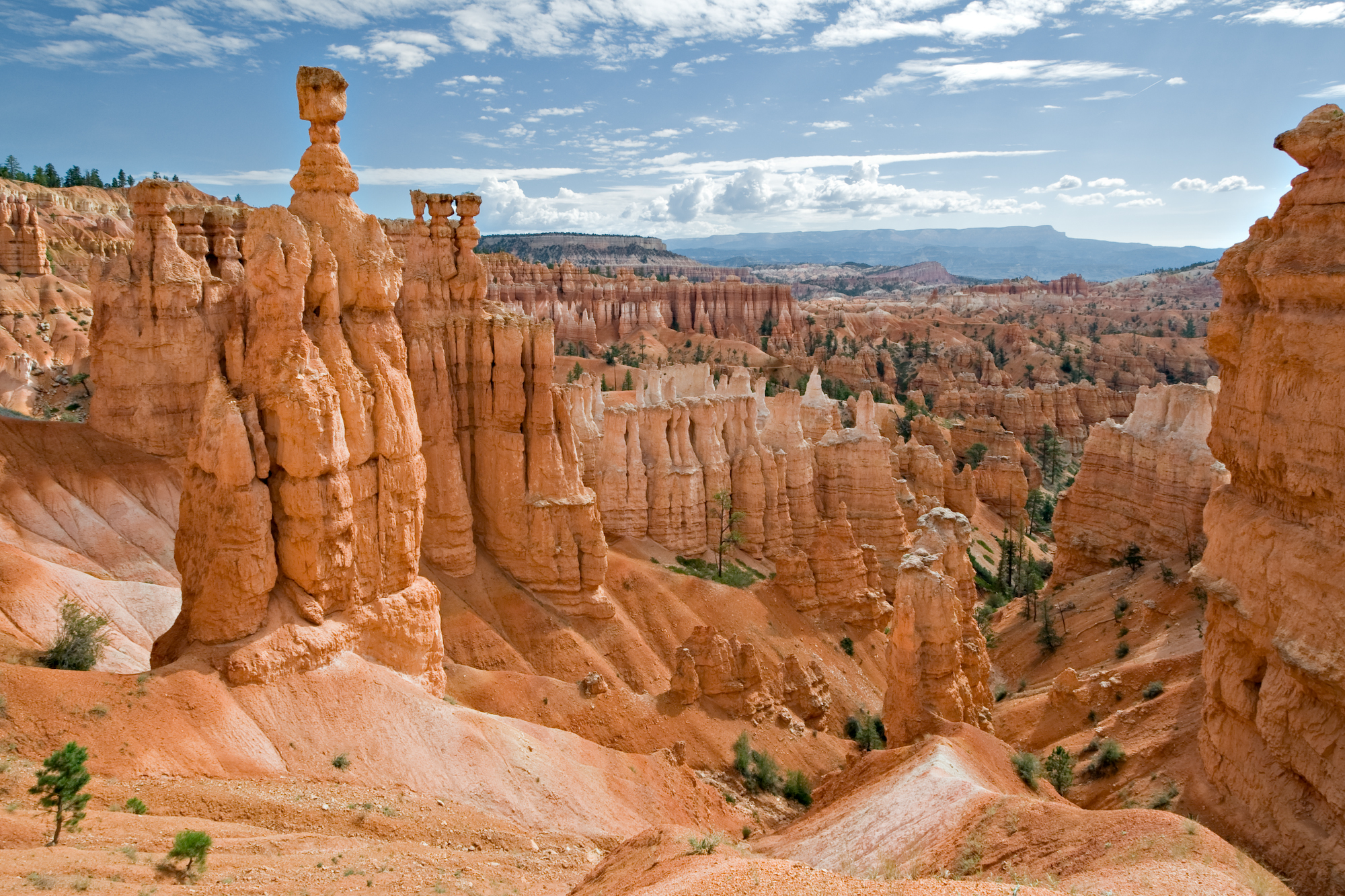
دودکش جن در پارک ملی برایس کنیون

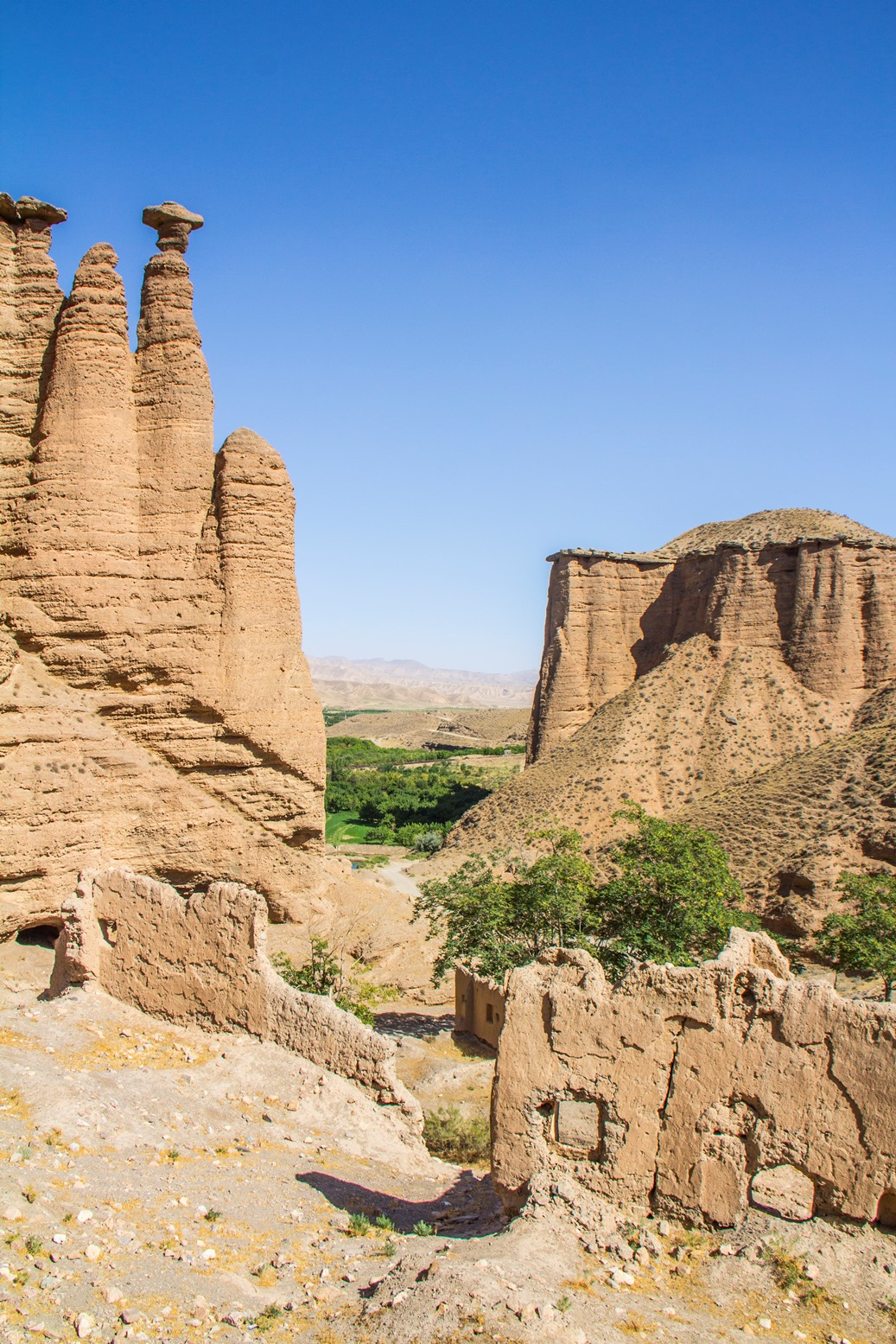
قلعه بهستان

در جغرافیا به ستونی از رسوبات آبرفتی که در زیر تخته‌سنگی قرار گرفته‌است و اطراف آن بر اثر عمل فرسایش از بین رفته‌است دودکش جن گفته می‌شود.
دودکش‌های جن، کوه‌سرها یا مناره‌های سنگی نازک و بلندی هستند که از زیر یک حوضچه خشک و بایر یا زمین سنگلاخ و بدبوم بیرون آمده‌اند. این دودکشهای زمین‌شناختی که ممکن است از ۱/۵ تا ۴۵ متر بلندا داشته باشند، معمولاً دربردارنده سنگ‌های نرم هستند که بر روی آن سنگ‌های سخت‌تر و کمترفرسوده‌ای قرار گرفته که این خود آن‌ها را در برابر عناصر فرساینده نگهداری می‌کند.
این پدیده عموماً در سنگ‌های رسوبی یا سنگ‌های آتشفشانی دیده می‌شود.
شکل دودکش در واقع نوعی سنگ قارچی‌شکل است که بر اثر فرسایش پدید آمده و به مناره‌ای بلند و نازک می‌ماند که سنگ دیگری روی آن قرار گرفته‌است.
قلعه بهستان یا کهن دژ در شهرستان ماه‌نشان در استان زنجان نیز از همین نوع است.
این پدیده بیشتر در آمریکا دیده می‌شود. تصاویر آن‌ها در «برایس کنیون» بسیار مشهور است. در غرب رودخانهٔ می‌سی‌سی‌پی و شرق کوه‌های راکی آمریکا و کانادا هم دیده شده‌اند. در کپه داغ‌های ترکیه مردم در درون آن‌ها زندگی می‌کنند. در بخش فرانسوی کوه‌های آلپ، در صربستان و تایوان نیز وجود دارند. دودکش پری در روستای «وردیج» (نزدیک منطقه وردآورد) در استان تهران هم نمونه‌هایی دارد. اما شناخته شده‌ترین آن در ایران در شهرستان ماهنشان زنجان که مردم محلی آن را «دودکش جن» نام گذاشته‌اند. تعداد قابل توجهی از آن نیز در محور میناب-جاسک وجود دارد.